# Eligijus Jankauskas
Eligijus Jankauskas (Šiauliai, 22 giugno 1998) è un calciatore lituano, centrocampista o attaccante dello FA Šiauliai e della nazionale lituana.

## Caratteristiche tecniche
Giocatore molto duttile, può essere schierato sia da centrocampista che da attaccante; molto veloce, è abile nel controllo palla e nel dribbling, ed è dotato di grande tecnica individuale. Per le sue caratteristiche è stato paragonato a Shinji Kagawa.

## Statistiche

### Presenze e reti nei club
Statistiche aggiornate al 25 marzo 2018.
| Stagione         | Squadra            | Campionato       | Campionato | Campionato | Coppe nazionali | Coppe nazionali | Coppe nazionali | Coppe continentali | Coppe continentali | Coppe continentali | Altre coppe | Altre coppe | Altre coppe | Totale | Totale | Totale |
| Stagione         | Squadra            | Comp             | Pres       | Reti       | Comp            | Pres            | Reti            | Comp               | Pres               | Reti               | Comp        | Pres        | Reti        | Pres   | Reti   |        |
| ---------------- | ------------------ | ---------------- | ---------- | ---------- | --------------- | --------------- | --------------- | ------------------ | ------------------ | ------------------ | ----------- | ----------- | ----------- | ------ | ------ | ------ |
| 2014             | Šiauliai           | A                | 1          | 0          | CL              | -               | -               | -                  | -                  | -                  | -           | -           | -           | 1      | 0      |        |
| 2015             | Šiauliai           | A                | 15         | 0          | CL              | 0               | 0               | -                  | -                  | -                  | -           | -           | -           | 15     | 0      |        |
| Totale Šiauliai  | Totale Šiauliai    | Totale Šiauliai  | 16         | 0          |                 | 0               | 0               |                    | -                  | -                  |             | -           | -           | 16     | 0      |        |
| feb.-lug. 2016   | Utenis Utena       | A                | 14         | 3          | CL              | -               | -               | -                  | -                  | -                  | -           | -           | -           | 14     | 3      |        |
| lug.-nov. 2016   | Sūduva             | A                | 18         | 2          | CL              | 3               | 0               | UEL                | 2                  | 0                  | -           | -           | -           | 23     | 2      |        |
| gen.-giu. 2017   | Žilina II          | 2.L              | 2+5        | 0+2        | -               | -               | -               | -                  | -                  | -                  | -           | -           | -           | 7      | 2      |        |
| 2017-feb. 2018   | Žilina II          | 2.L              | 8          | 3          | -               | -               | -               | -                  | -                  | -                  | -           | -           | -           | 8      | 3      |        |
| Totale Žilina II | Totale Žilina II   | Totale Žilina II | 10+5       | 3+2        |                 | -               | -               |                    | -                  | -                  |             | -           | -           | 15     | 5      |        |
| gen.-giu. 2017   | Žilina             | SL               | 1          | 0          | CS              | 0               | 0               | -                  | -                  | -                  | -           | -           | -           | 1      | 0      |        |
| 2017-feb. 2018   | Žilina             | SL               | 3          | 0          | CS              | 1               | 0               | UCL                | 1                  | 0                  | -           | -           | -           | 5      | 0      |        |
| Totale Žilina    | Totale Žilina      | Totale Žilina    | 4          | 0          |                 | 1               | 0               |                    | 1                  | 0                  |             | -           | -           | 6      | 0      |        |
| feb.-giu. 2018   | Zemplín Michalovce | 2.L              | 3+1        | 0          | CS              | -               | -               | -                  | -                  | -                  | -           | -           | -           | 4      | 0      |        |
| Totale carriera  | Totale carriera    | Totale carriera  | 71         | 10         |                 | 4               | 0               |                    | 3                  | 0                  |             | -           | -           | 78     | 10     |        |

### Cronologia presenze e reti in nazionale
| Cronologia completa delle presenze e delle reti in nazionale ― Lituania | Cronologia completa delle presenze e delle reti in nazionale ― Lituania | Cronologia completa delle presenze e delle reti in nazionale ― Lituania | Cronologia completa delle presenze e delle reti in nazionale ― Lituania | Cronologia completa delle presenze e delle reti in nazionale ― Lituania | Cronologia completa delle presenze e delle reti in nazionale ― Lituania | Cronologia completa delle presenze e delle reti in nazionale ― Lituania | Cronologia completa delle presenze e delle reti in nazionale ― Lituania |
| Data                                                                    | Città                                                                   | In casa                                                                 | Risultato                                                               | Ospiti                                                                  | Competizione                                                            | Reti                                                                    | Note                                                                    |
| ----------------------------------------------------------------------- | ----------------------------------------------------------------------- | ----------------------------------------------------------------------- | ----------------------------------------------------------------------- | ----------------------------------------------------------------------- | ----------------------------------------------------------------------- | ----------------------------------------------------------------------- | ----------------------------------------------------------------------- |
| 2-9-2021                                                                | Vilnius                                                                 | Lituania                                                                | 1 – 4                                                                   | Irlanda del Nord                                                        | Qual. Mondiali 2022                                                     | -                                                                       | 80’                                                                     |
| 5-9-2021                                                                | Sofia                                                                   | Bulgaria                                                                | 1 – 0                                                                   | Lituania                                                                | Qual. Mondiali 2022                                                     | -                                                                       | 46’ 80’                                                                 |
| 24-3-2023                                                               | Belgrado                                                                | Serbia                                                                  | 2 – 0                                                                   | Lituania                                                                | Qual. Euro 2024                                                         | -                                                                       | 62’                                                                     |
| 17-6-2023                                                               | Kaunas                                                                  | Lituania                                                                | 1 – 1                                                                   | Bulgaria                                                                | Qual. Euro 2024                                                         | -                                                                       | 79’                                                                     |
| 20-6-2023                                                               | Budapest                                                                | Ungheria                                                                | 2 – 0                                                                   | Lituania                                                                | Qual. Euro 2024                                                         | -                                                                       | 57’ 86’                                                                 |
| 7-9-2023                                                                | Kaunas                                                                  | Lituania                                                                | 2 – 2                                                                   | Montenegro                                                              | Qual. Euro 2024                                                         | -                                                                       | 68’                                                                     |
| 10-9-2023                                                               | Kaunas                                                                  | Lituania                                                                | 1 – 3                                                                   | Serbia                                                                  | Qual. Euro 2024                                                         | -                                                                       | 78’                                                                     |
| 14-10-2023                                                              | Sofia                                                                   | Bulgaria                                                                | 0 – 2                                                                   | Lituania                                                                | Qual. Euro 2024                                                         | -                                                                       | 78’                                                                     |
| 17-10-2023                                                              | Kaunas                                                                  | Lituania                                                                | 2 – 2                                                                   | Ungheria                                                                | Qual. Euro 2024                                                         | -                                                                       | 65’                                                                     |
| Totale                                                                  |                                                                         | Presenze                                                                | 9                                                                       |                                                                         | Reti                                                                    | 0                                                                       |                                                                         |

| Cronologia completa delle presenze e delle reti in nazionale ― Lituania under 21 | Cronologia completa delle presenze e delle reti in nazionale ― Lituania under 21 | Cronologia completa delle presenze e delle reti in nazionale ― Lituania under 21 | Cronologia completa delle presenze e delle reti in nazionale ― Lituania under 21 | Cronologia completa delle presenze e delle reti in nazionale ― Lituania under 21 | Cronologia completa delle presenze e delle reti in nazionale ― Lituania under 21 | Cronologia completa delle presenze e delle reti in nazionale ― Lituania under 21 | Cronologia completa delle presenze e delle reti in nazionale ― Lituania under 21 |
| Data                                                                             | Città                                                                            | In casa                                                                          | Risultato                                                                        | Ospiti                                                                           | Competizione                                                                     | Reti                                                                             | Note                                                                             |
| -------------------------------------------------------------------------------- | -------------------------------------------------------------------------------- | -------------------------------------------------------------------------------- | -------------------------------------------------------------------------------- | -------------------------------------------------------------------------------- | -------------------------------------------------------------------------------- | -------------------------------------------------------------------------------- | -------------------------------------------------------------------------------- |
| 28-5-2016                                                                        | Klaipėda                                                                         | Lituania under 21                                                                | 1 – 1                                                                            | Estonia under 21                                                                 | Amichevole                                                                       | -                                                                                | 71’                                                                              |
| 31-5-2016                                                                        | Jelgava                                                                          | Lettonia under 21                                                                | 2 – 0                                                                            | Lituania under 21                                                                | Amichevole                                                                       | -                                                                                | 46’                                                                              |
| 1-9-2016                                                                         | Vilnius                                                                          | Lituania under 21                                                                | 1 – 0                                                                            | Andorra under 21                                                                 | Qual. Europeo Under-21 2017                                                      | -                                                                                |                                                                                  |
| 25-3-2017                                                                        | Vilnius                                                                          | Lituania under 21                                                                | 1 – 2                                                                            | Bielorussia under 21                                                             | Amichevole                                                                       | -                                                                                |                                                                                  |
| 28-3-2017                                                                        | Vilnius                                                                          | Lituania under 21                                                                | 3 – 0                                                                            | Lettonia under 21                                                                | Amichevole                                                                       | 1                                                                                | 76’                                                                              |
| 8-6-2017                                                                         | Telšiai                                                                          | Lituania under 21                                                                | 3 – 0                                                                            | Fær Øer under 21                                                                 | Qual. Europeo Under-21 2019                                                      | -                                                                                |                                                                                  |
| 5-9-2017                                                                         | Aalborg                                                                          | Danimarca under 21                                                               | 6 – 0                                                                            | Lituania under 21                                                                | Qual. Europeo Under-21 2019                                                      | -                                                                                | 57’                                                                              |
| 10-10-2017                                                                       | Gargždai                                                                         | Lituania under 21                                                                | 0 – 2                                                                            | Polonia under 21                                                                 | Qual. Europeo Under-21 2019                                                      | -                                                                                | 78’                                                                              |
| 10-11-2017                                                                       | Minsk                                                                            | Bielorussia under 21                                                             | 0 – 0                                                                            | Lituania under 21                                                                | Amichevole                                                                       | -                                                                                |                                                                                  |
| 14-11-2017                                                                       | Tbilisi                                                                          | Georgia under 21                                                                 | 1 – 0                                                                            | Lituania under 21                                                                | Qual. Europeo Under-21 2019                                                      | -                                                                                | 36’                                                                              |
| 23-3-2018                                                                        | Gargždai                                                                         | Lituania under 21                                                                | 0 – 2                                                                            | Finlandia under 21                                                               | Qual. Europeo Under-21 2019                                                      | -                                                                                |                                                                                  |
| Totale                                                                           |                                                                                  | Presenze                                                                         | 11                                                                               |                                                                                  | Reti                                                                             | 1                                                                                |                                                                                  |

## Palmarès

### Club

#### Competizioni nazionali
- Campionato slovacco: 1

Žilina: 2016-2017
- Campionato lituano: 1

Suduva: 2019
- Coppa di Lituania: 1

Suduva: 2019